# Mapatge natural
El mapatge natural és un concepte que es relaciona amb la facilitat d'ús d'un comandament o aparell. Es basa en el fet que la forma en què actuem sobre el comandament sigui semblant a la realitat. Això evita la necessitat d'explicar com funciona un comandament, ja que l'usuari intueix com fer-ho gràcies a la seva experiència i al model mental que ha creat del comandament.
Un bon mapatge natural adapta el botó a l'acció que es vol realitzar. Per exemple, si en un videojoc es vol moure un personatge amb les tecles WASD, si aquestes tecles tinguessin un mapatge diferent i, per exemple, es mogués cap endavant amb la S en lloc de fer-ho amb la W, el mapatge seria dolent ja que l'usuari no ho interpretaria com a "natural". Això fa que el comandament no sigui usable.
Exemples d'on es pot aplicar el mapatge natural de forma clara són el volant d'un cotxe o les pistoles de l'arcade, ja que, encara que no haguem fet servir mai aquestes eines, les coneixem gràcies a pel·lícules o sèries i sabem com funcionen. Replicar el funcionament real d'aquestes eines en un comandament fa que no hi hagi necessitat d'ensenyar a l'usuari com fer-ne servir i, per tant, crea una immersió més gran en el joc.
El mapatge natural també ajuda a reduir la necessitat de fer servir la memòria de l'usuari per realitzar una tasca i es fa servir en les àrees d'interacció home-ordinador i disseny interactiu. A més, ajuda a tancar la bretxa entre la comprensió que té l'usuari del sistema i la seva situació real, així com entre l'objectiu de l'usuari i com aconseguir-lo amb la interfície.
En resum, el mapatge natural és un concepte important en la facilitat d'ús d'un comandament o aparell i es basa en el fet que la forma en què actuem sobre ell sigui semblant a la realitat. Això fa que l'usuari pugui utilitzar el comandament sense necessitat d'explicacions i millora la seva experiència en el joc o tasca que estigui realitzant.